# Alexander Baldreich
Alexander Baldreich (* 11. September 1990 in Krems an der Donau) ist ein tschechisch-österreichischer Regisseur, Filmproduzent und Drehbuchautor.

## Leben
Baldreich wurde in den Sprachen Tschechisch und Deutsch bilingual erzogen.
Seit dem Jahr 2004 ist er aktiv an der Filmwelt interessiert und produzierte daraufhin die ersten Amateurkurzfilme. Nach mehr als zwei Jahren Arbeit neben seiner Schulausbildung am Oberstufenrealgymnasium des Schulvereines „Komensky“ in Wien wurde 2009 sein abendfüllender Amateurfilm „Tödliche Freundschaften“ fertig, der durch das Programm „Cash for Culture“ gefördert wurde.
2012 machte Baldreich den Abschluss im Bereich Regie und Produktion an der höheren Filmfachschule Zlín in der Tschechischen Republik. Er wurde vom Produzenten Viktor Mayer und vom Regisseur Roman Vávra unterrichtet.
Im Jahr 2013 fing er bei der Constantin Entertainment in München an und wirkte kurzzeitig bei K11 – Kommissare im Einsatz und Schicksale – und plötzlich ist alles anders als Produktionspraktikant mit, wo er ebenfalls kleine Cameoauftritte hatte. In der Tschechischen Republik war er als Beleuchter für „Znamení koně“, ebenfalls eine TV-Serie, tätig.
Seit 2014 arbeitet Baldreich wieder an eigenen Projekten in Österreich. 2015 begann er gemeinsam mit dem Rapper „Atsche“ an einem Unternehmensprojekt - Fuel Vision zu arbeiten.
2017 und 2018 realisierte er die Kurzfilme „Jedem sein Sterbetag“, „Rauchen verboten“ und „John Parker und der Verrückte“, die mit Unterstützung der Länder Niederösterreich und Kärnten gefördert wurden.
Im Herbst 2017 begann er sein Masterstudium an der Fachhochschule St. Pölten im Studienzweig Film, TV and Media Creation and Distribution, das er im Juli 2018 abschloss.
2019 realisierte er zwei Kurzfilme. „Black“ wurde vom Land Niederösterreich gefördert, „Wildfremd“ vom Land Oberösterreich und der Linz Kultur Förderung.
Im Oktober 2019 fand ein weiteres Kurzfilmprojekt „The Passenger“ statt, welches er in Los Angeles als Regieassistent unterstützen durfte. Die Vorlage zu diesem Projekt lieferte eine Stephen King Kurzgeschichte, welche vom Oskar nominierten Drehbuchautor Tab Murphy adaptiert worden ist.
2019 realisierte er im Herbst einen weiteren Kurzfilm, ebenfalls gefördert vom Land Niederösterreich, „Eine sentimentale Reise“.
Während der Zeit der COVID-19-Pandemie in den Jahren 2020 und 2021 arbeitete er an seinem ersten Independent-Western-Film mit Sci-Fi-Elementen, der am 6. März 2025 seine Premiere feiern und vom Land Niederösterreich gefördert wurde. Der Titel des Projekts heißt „Die gestohlene Zeit“.
2022 realisierte er den Mystery-Thriller „Stay Inside“,. Im Sommer 2023 wurde der Kurzfilm "Kunst der Ewigkeit" produziert und im September 2024 folgten die Dreharbeiten zum Kurzfilm "Hell or Nothing", sein achtes Kurzfilmprojekt.

## Filmografie (Auswahl)

### Kurzfilme
- 2016: Spiknutí: Conspiracy (Produktion, Regie, Drehbuch) / Studentenfilm[32]
- 2017: Jedem sein Sterbetag (Produktion, Regie, Drehbuch)[10]
- 2017: Rauchen verboten (Produktion, Regie, Drehbuch)[11]
- 2020: John Parker und der Verrückte (Produktion, Regie, Drehbuch)[13]
- 2020: Eine sentimentale Reise (Produktion, Regie, Drehbuch)[22]
- 2021: Wildfremd (Ausführender Produzent, Regieassistent)[20]
- 2021: Black (Produktion, Regie, Drehbuch)[18]
- 2023: Stay Inside (Produktion, Regie, Drehbuch)[29]
- 2025: Kunst der Ewigkeit (Produktion, Regie, Drehbuch)
- 2026: Hölle oder nichts (Produktion, Regie, Drehbuch)

### Spielfilme
- 2025: Die gestohlene Zeit (Produktion, Regie, Drehbuch)[33]

## Publikation
- Die Hauptfiguren der TV-Serie „Die Profis“ und das Vier-Aspekte-Modell von Jens Eder. GRIN Verlag 2018. ISBN 978-3-668-85404-8.
- novum #2 - Kurzgeschichte „Rebellion“ - Der Hackerangriff. novum pro 2018. ISBN 978-3-99064-487-4.

## Auszeichnungen
- John Parker und der Verrückte: Intuition Earth Film Festival – Beste Regie[34]
- Atsche - Nach dem Fall Pt.2: Musikvideo: 2. WSF – Kurzfilmabend[35]
- Rauchen verboten: 9. Walser Filmtage 2018 – Sonderpreis für bemerkenswerte Darstellung[36]
- Spiknutí: Conspiracy: Rolda Web fest – Best Screenplay[37]
- Cooking without borders – Die Tschechische/Slowakische Minderheiten Kochshow: BMUKK – Bundesministerium für Unterricht, Kunst und Kultur[38]